# Eva Dohnálková
Eva Dohnálková, provdaná Kecková(* 15. února 1985 Brno) je česká překladatelka z norštiny a lektorka norštiny. Několik let pracovala v knihovnách, dlouhodobě se zajímá o Nansenovu nadaci, v letech 2013–2015 vedla brněnskou pobočku Skandinávského domu, ovládá norský, anglický a švédský jazyk, překládá především z norštiny. Je členkou spolku Překladatelé Severu.

## Život a dílo
Po maturitě v roce 2004 na Střední škole informačních a knihovnických služeb v Brně studovala v letech 2004–2010 na Filozofické fakultě Univerzity Karlovy v Praze na Ústavu informačních studii a knihovnictví obor Informační studia a knihovnictví, v letech 2008–2013 pak na Filozofické fakultě Masarykovy univerzity (FF MU) v Brně na Katedře germanistiky, nordistiky a nederlandistiky obor Norský jazyk a literatura. Studium na FF MU ukončila magisterskou prací, ve které popisuje činnost norské humanitární organizace Nansenhjelpen v norském a českém prostředí v letech 1937–1948. Historií a činností nadace se zabývala i později, mimo jiné se podílela na vzniku putovní výstavy Nansenova nadace.
Jako knihovnice pracovala v letech 2004–2006 v Národní knihovně České republiky v Praze, v letech 2006–2010 na České zemědělské univerzitě v Praze, v roce 2010 v Moravské zemské knihovně v Brně. V letech 2015–2016 působila jako vedoucí v Muzeu města Tišnova, v letech 2017–2018 jako tlumočnice a překladatelka v METROSTAV NUF Norsko. Od roku 2011 se věnuje překladům z norštiny a švédštiny a jazykové výuce norského jazyka. Spolupracuje s nakladatelstvími Albatros Media, Host, Paseka, Kniha Zlín, Labyrint, Jota, Grada aj.
Do češtiny přeložila například reportážní román Åsne Seierstadové Jeden z nás, příběh o Norsku mapující možné příčiny jednání Anderse Behringa Breivika, který 22. července 2011 útočil na norském ostrově Utøya, či knihu Karin Bojsové věnovanou nejnovějším poznatkům z evoluční genetiky a archeologie Mých prvních 54 000 let.
Překládá a tlumočí pro festivaly Jeden svět, Mezinárodní festival dokumentárních filmů Jihlava, SPECIFIC aj.

## Překlady – výběr
- V lese visí anděl / Samuel Bjork ; přeložila Eva Dohnálková. -- 1. vydání. -- Praha : Plus, 2015. -- ISBN 978-80-259-0422-0
- Sova / Samuel Bjork ; přeložila Eva Dohnálková. -- Vydání první. -- Praha : Plus, 2016. -- ISBN 978-80-259-0560-9
- Vídeňské bratrstvo / Ingar Johnsrud ; z norského originálu Wienerbrorskapet ... přeložila Eva Dohnálková. -- První vydání. -- Brno : Host, 2016. -- ISBN 978-80-7491-597-0
- Doktor Proktor a velká loupež zlata / Jo Nesbo. -- [Praha] : OneHotBook, 2017. -- 1 audiodisk (5 hod., 8 min.) ; 12 cm ... přeložila Eva Dohnálková.
- Kalypso / Ingar Johnsrud ; z norského originálu Kalypso ... přeložila Eva Dohnálková. -- První vydání. -- Brno : Host, 2017. -- ISBN 978-80-7577-101-8
- Maestro : detektivní román / Geir Tangen ; přeložila Eva Dohnálková. -- Vydání první. -- Praha : Plus, 2017. -- ISBN 978-80-259-0631-6
- Mých prvních 54 000 let : nejnovější poznatky z archeologie a evoluční genetiky / Karin Bojsová ; přeložila Eva Dohnálková. -- Vydání první. -- Praha : Paseka s.r.o., 2018. -- ISBN 978-80-7432-898-5
- Ptačí tribunál / Agnes Ravatnová ; přeložila Eva Dohnálková. -- Vydání první. -- Praha : Plus, 2018. -- ISBN 978-80-259-0799-3
- Jeden z nás : příběh o Norsku ; Asne Seierstad ; přeložila Eva Dohnálková. -- Žilina : Absynt, 2019. -- ISBN 978-80-8203-131-0
- Země, které zmizely : 1840-1975 / Bjorn Berge ; z norského originálu Landene som forsvant 1840-1975 ... přeložily Eva Dohnálková a Barbora Horinová. -- Vydání první. -- Praha : Kniha Zlin, 2019. -- ISBN 978-80-7473-918-7
- Detektivové z půdy. 1, Zmizení perlového náhrdelníku / Samuel Bjork ; ilustrovala Ingvild Th. Kristiansenová ; přeložila Eva Dohnálková. -- 1. vydání. -- Praha : Fragment, 2020. -- ISBN 978-80-253-4812-3
- Radost z chůze : krok za krokem ke své duši / Erling Kagge ; přeložila Eva Dohnálková. -- První vydání. -- Praha : Alferia, 2020. -- ISBN 978-80-271-2081-9
- Detektivové z půdy. 2, Záhada ztracených psů / Samuel Bjork ; ilustrovala Ingvild Th. Kristiansenová ; přeložila Eva Dohnálková. -- 1. vydání. -- Praha : Fragment, 2021. -- ISBN 978-80-253-5031-7